# Кундали
Кундали (санскр. Kuṇḍali, Кундали; кит. 軍荼利明王, Цзюньтули минван; яп. 軍荼利明王　（軍荼夜叉明王）, Гундари-мёо; также Дайсё-мёо, Кирикири-мёо, Канро Гундари, Гундари-яся-мёо) — эзотерическое божество, популярное в японском буддизме. Соответствует индуистскому Кундали, «распределителе амриты» (по-японски Канро). 
Гневная манифестация Ратнасамбхавы (по-японски Хосё-нёрай), божество южной стороны. Иногда также называется манифестацией Акашагарбхи и Авалокитешвары. 